# Lijst van burgemeesters van Slochteren
Dit is een lijst van burgemeesters van de voormalige Nederlandse gemeente Slochteren in de provincie Groningen. De gemeente Slochteren ging op 1 januari 2018 op in de gemeente Midden-Groningen.
| Ambtsperiode | Naam burgemeester                                               | Partij of stroming | Bijzonderheden                                                       |
| ------------ | --------------------------------------------------------------- | ------------------ | -------------------------------------------------------------------- |
| 1808 - 1811  | Hendrik de Sandra Veldtman                                      |                    | voorlopig bestuur                                                    |
| 1811 - 1813  | Johan Hora Siccama                                              |                    | maire; werd in 1817 jonkheer                                         |
| 1814 - 1845  | Aries Nanning Dijkhuizen                                        |                    | schout en burgemeester                                               |
| 1845 - 1856  | Hendrik Geerts Maathuis                                         |                    |                                                                      |
| 1856 - 1859  | Geerardus Dijkhuizen                                            |                    | ovl. 17 april 1859                                                   |
| 1859 - 1883  | Nanning Theodoricus Wildeman                                    |                    |                                                                      |
| 1883 - 1895  | Jan Hero Kolk                                                   |                    |                                                                      |
| 1895 - 1925  | Harm Everts Broekema                                            |                    |                                                                      |
| 1925 - 1940  | mr. Evert Jan Thomassen à Thuessink van der Hoop van Slochteren | CHU                | was burgemeester van Sappemeer                                       |
| 1941 - 1944  | H. Duursma                                                      | NSB                |                                                                      |
| 1944 - 1945  | B.P. Jansema                                                    | NSB                |                                                                      |
| 1945         | Gerardus Simon Xaverius Garrelts                                |                    | hoofdcommies ter secretarie, waarnemend van 14 april tot 24 mei 1945 |
| 1945 - 1946  | Tjeerd Krol                                                     | CHU                | waarnemend burgemeester                                              |
| 1946 - 1956  | Obbo Johannes Scherphuis                                        | VDB en PvdA        | was burgemeester van Ten Boer                                        |
| 1956 - 1961  | Harm Tuin                                                       | PvdA               | was burgemeester van Finsterwolde                                    |
| 1961 - 1973  | Kornelis Kuipers                                                | VVD                | was burgemeester van Noorddijk                                       |
| 1973 - 1984  | Otto van Diepen                                                 | VVD                | werd burgemeester van Amstelveen                                     |
| 1985 - 2000  | Jan Lebbink                                                     | VVD                | was gemeentesecretaris van Meppel                                    |
| 2000 - 2011  | Cees Verstegen                                                  | VVD                | oud-burgemeester van Vledder                                         |
| 2011 - 2017  | Geert-Jan ten Brink                                             | PvdA               | was wethouder van Aa en Hunze                                        |
| 2017         | Rein Munniksma                                                  | PvdA               | waarnemend                                                           |